# Paris Berelc
Paris Berelc née le 29 décembre 1998 à Milwaukee (Wisconsin), est une actrice et mannequin américaine, plus communément connue pour son rôle en tant que Skylar Storm dans la série Mighty Med diffusée sur Disney XD et de Alexa dans la série originale Netflix Alexa et Katie.

## Biographie
Paris Berelc est née et a grandi dans la banlieue de Milwaukee (Wisconsin) et est d'origine canadienne-française, européenne et philippine. Elle a commencé la danse à l'âge de quatre ans, puis la compétition de gymnastique de six à quatorze ans. Paris Berelc était une gymnaste de niveau 10. Paris réside actuellement en Californie avec ses parents et ses trois sœurs plus jeunes Bénisse, Joelie et Skye.

### Carrière
Paris Berelc a été découverte par Ford Models à l'âge de neuf ans et a été présentée dans des centaines d'annonces de Kohl's, des magasins Boston, Sears et Kmart, ainsi que les numéros des affiches des magasins. Elle est apparue sur la couverture du magazine American Girl de novembre-décembre 2009. En 2010, à l'âge de douze ans, elle prend ses premiers cours de théâtre au Studio Chicago intérim. Deux ans après, les parents de Paris Berelc décident de l'emmener à Los Angeles pour essayer de jouer professionnellement. Elle a commencé sa carrière d'actrice professionnelle en 2013, à l'âge de quatorze ans.
De 2013 à 2015, Paris Berelc a joué Skylar Storm sur Disney XD. Elle joue aux côtés de Bradley Steven Perry (Kaz), Jake Short (Oliver), Augie Isaac (Gus) et Devan Leos (Alan).
En 2016, elle reprend son rôle de Skylar Storm pour la série crossover entre Les Bio-Teens et Mighty Med nommée Les Bio-Teens : Forces spéciales.
Depuis 2018, elle joue le rôle d'Alexa Mendoza dans la série Netflix, Alexa et Katie, dans laquelle elle joue aux côtés d'Isabel May.

### Vie privée
De janvier 2017 à mai 2019, elle était en couple avec l'acteur Jack Griffo, rencontré en octobre 2013, qui est également son partenaire dans Alexa et Katie. Ils se remettent ensemble en décembre de la même année.
Ils rompent de nouveau en août 2020.
Depuis le 5 octobre 2020, elle est en couple avec Rhys Athayde.

## Filmographie

### Cinéma

#### Longs métrages
- 2018 : Morts a l'institut (ca) (#SquadGoals) : Brittany
- 2019 : Tall Girl : Liz
- 2019 : Confessional : June
- 2020 : Hubie Halloween : Megan
- 2022 : 1UP : Vivian Lee
- 2022 : Si tu me venges… (Do Revenge) de Jennifer Kaytin Robinson : Meghan
- 2025 : For Worse de Amy Landecker : Aspen

#### Courts métrages
- 2014 : Work That : Captain Berelc
- 2014 : Nod Your Head : Captain Berelc
- 2015 : Night You Won't Forget : Captain Berelc
- 2015 : California Party Life : Captain Berelc
- 2019 : Lines of Descent : Carla
- 2022 : My Life Stopped at 15 : Lexe

### Télévision

#### Séries télévisées
- 2013-2015 : Mighty Med, super urgences : Skylar Storm
- 2014 : Just Kidding : Paris Berelc
- 2015 : Les Bio-Teens (Lab Rats) : Skylar Storm
- 2016 : Les Bio-Teens : Forces spéciales (Lab Rats: Elite Force) : Skylar Storm
- 2016 : WTH: Welcome to Howler : Sofia
- 2018-2020 : Alexa et Katie : Alexa Mendoza
- 2018 : Les Thunderman : Phoebe actrice
- 2021 : The Crew : Jessie De La Cruz

#### Téléfilms
- 2015 : Ma sœur est invisible (Invisible Sister) : Molly

## Voix françaises
En France et en Belgique, Esther Aflalo est la voix française la plus régulière de l'actrice.
- Esther Aflalo dans :
  - Mighty Med, super urgences
  - Ma sœur est invisible!
  - Les Bio-Teens
  - Les Bio-Teens : Forces spéciales
- Ludivine Deworst dans Alexa & Katie
- Océane Gomez dans Tall Girl
- Diane Kristanek dans Si tu me venges...